# جيورجيا بالماس
جورجيا بالماس (بالإيطالية: Giorgia Palmas)‏ (ولدت في 5 مارس 1982 في كالياري) هي شخصية تلفزيونية إيطالية وموديل أصبحت مشهورة بعد ظهورها في برنامج تلفزيوني إيطالي .بدأت حياتها المهنية بالماس في عام 2000 وفازت بالمركز الثاني في مسابقة ملكة جمال العالم الذي فازت بها ملكة جمال الهند بريانكا شوبرا في عام 2001 وهي حالياً عشيقة لاعب كرة القدم الإيطالي السابق دافيدي بومبارديني.

## روابط خارجية
- جيورجيا بالماس على موقع IMDb (الإنجليزية)